# Saropogon melanophrus
Saropogon melanophrus là một loài ruồi trong họ Asilidae. Saropogon melanophrus được Bigot miêu tả năm 1878. Loài này phân bố ở vùng Cổ Bắc giới.